# Joan Rubió i Bellver
Joan Rubió i Bellver (català: Joan Rubio i Bellver)  (Reus, 24 d'abril de 1871 - Barcelona, 31 de gener de 1952) va ser un arquitecte modernista català. Va ser deixeble d'Antoni Gaudí, amb qui va col·laborar en diverses obres, regidor de l'Ajuntament de Barcelona i president del Cercle Artístic de Sant Lluc.

## Biografia
Va néixer el 24 d'abril de 1870 al carrer de Sant Pere d'Alcàntara —actualment carrer de Llovera— de Reus. El seu pare, Jaume Rubió i Almirall, era del Vendrell, però per motius laborals s'instal·là a Reus on es va casar amb Bonaventura Bellver i Terrats i van tenir quatre fills. El fill gran, Marià, va estudiar per ser enginyer militar però va acabar dedicant-se a l'enginyeria civil, cosa que influenciaria en Joan i van treballar junts amb força freqüència.
Rubió va estudiar el batxillerat a l'Institut de Reus i als quinze anys, en obtenir el títol (octubre de 1886), es va traslladar a Barcelona per matricular-se a l'Escola d'Arquitectura. Tot i que va perdre un any perquè va haver de repetir el projecte final de carrera, va obtenir el títol d'arquitectura l'1 de setembre de 1893, quan encara no tenia vint-i-dos anys. Va tenir com a professors Francesc de Paula Villar, Joan Torras i Guardiola, Joaquim Bassegoda, Rovira i Rabassa, Josep Vilaseca, i Domènech i Montaner, entre d'altres. A partir de l'obtenció del títol, mai més va tenir cap mena de relació amb l'Escola d'Arquitectura. Aquest distanciament es manifesta en una sèrie de tres articles publicats a La Veu de Catalunya el 1916, en els quals ja amb una formació pròpia i autònoma, critica en general l'ensenyament impartit des de les càtedres.
Era oncle de l'arquitecte Nicolau Maria Rubió i Tudurí i de l'enginyer Santiago Rubió i Tudurí.
Va ser deixeble i ajudant d'Antoni Gaudí, amb qui va treballar a la Sagrada Família, la Casa Batlló, el Parc Güell, la Casa Calvet, la torre Bellesguard, la restauració de la Catedral de Mallorca i la Colònia Güell, on construí la Cooperativa (amb Francesc Berenguer i Mestres, 1900) i diverses cases particulars, com Ca l'Ordal (1894) i Ca l'Espinal (1900).
Fou també regidor de l'Ajuntament de Barcelona i arquitecte de la Diputació de Barcelona, des d'on va realitzar obres al Palau de la Generalitat de Catalunya, la més destacada de les quals va ser la construcció del pont neogòtic que uneix el Palau amb les cases dels Canonges, al carrer del Bisbe, que contribueix a donar caràcter a l'anomenat «Barri Gòtic». La seva particular visió del que havia de ser la Ciutat Vella està resumida en l'obra Taber Mons Barcinonensis (1927). Va guanyar dos cops el Concurs anual d'edificis artístics (premi municipal al millor edifici barceloní) els anys 1913, per la Casa Roviralta, i 1917, per la Torre dels Pardals, avui desapareguda.
Fou militant de la Lliga Regionalista i col·laborà amb la Mancomunitat de Catalunya. Fou president del Cercle Artístic de Sant Lluc en dues ocasions (1904-1906 i 1912-1914).
Les seves obres principals són: la Casa Golferichs (1901), la casa Pomar (1904), edificis de l'Escola Industrial de Barcelona (1912), la Fundació Balmesiana, i diverses cases situades a la muntanya del Tibidabo: la Casa Roviralta o «Frare Blanc», la Casa Fornells i la Casa Casacuberta. Fora de la capital catalana va dissenyar l'església de Sant Miquel de la Roqueta, a Ripoll, el Monestir de la Sagrada Família a Manacor, l'edifici de les caves Raventós i l'asil del Sant Crist a Igualada.
També va ser un teòric de l'arquitectura, bon coneixedor de l'arquitectura gòtica i estudiós i defensor de les idees de Gaudí, ja que considerava que els dissenys de l'insigne arquitecte superaven els problemes constructius de l'eclecticisme arquitectònic imperant abans del paradigma racionalista. Era l'avi dels arquitectes barcelonins Ignasi de Solà-Morales i Rubió i Manuel de Solà-Morales i Rubió.
Va morir a Barcelona el 31 de gener de 1952.

## Al taller de Gaudí
Joan Rubió i Bellver va estar molt vinculat a Antoni Gaudí. Tenint en compte que Francesc Berenguer, la mà dreta de Gaudí, no va arribar a obtenir el títol d'arquitecte, Rubió esdevé el primer arquitecte titulat que va col·laborar amb Gaudí. Probablement, Rubió va establir relació amb Gaudí tan aviat com va acabar la carrera, al març de 1893, quan Gaudí ja era un arquitecte d'importància. En un principi, va començar a treballar al taller de Gaudí amb regularitat i a mesura que va obtenint seguretat en ell mateix i va començar a rebre encàrrecs va començar a treballar de manera independent, però mantenint la relació amb Gaudí, una relació que es podria classificar en tres períodes:
- De 1893 a 1900, en què Rubió pràcticament no té cap encàrrec particular. Va participar en molts dels projectes de Gaudí d'aquests anys. Es va consolidar com un fiable col·laborador seu, sobretot en tots aquells aspectes tècnics i constructius, especialment en els càlculs gràfics de les estructures.
- De 1900 a 1906, anys de gran intensitat pel seu compte. Es desmarcà de l'entorn de Gaudí per les discrepàncies amb Jujol, encara que seguirà col·laborant ocasionalment amb el seu mestre i sempre defensarà el projecte gaudinià en els seus articles o pronunciaments.[9]
- De 1906 a 1926, en què treballa en plena autonomia com a arquitecte i col·labora en algunes obres concretes amb Gaudí.

Quan Rubió va començar a treballar al taller de Gaudí, estava treballant en els edificis del Palau Episcopal d'Astorga i en el Col·legi de les Teresianes de Barcelona. El primer projecte en què es coneix que va intervenir va ser la Casa Calvet. També va col·laborar a la cripta de la Colònia Güell, en el viaducte de l'edifici Bellesguard i en el Parc Güell.
Rubió també va col·laborar amb Gaudí en les obres de restauració de la Catedral de Mallorca. Es tracta de la col·laboració més madura entre aquests dos arquitectes i aquestes obres les va acabar el mateix Rubió. En un principi, només s'encarregava de les qüestions d'estabilitat però la seva intervenció es va tornar més específica des del moment en què Gaudí va abandonar les obres per una discussió amb el canonge Antoni Maria Alcover i Sureda, cap al 1912. Rubió hi va desenvolupar algunes idees començades per Gaudí: els vitralls, confessionaris, làmpades i la restauració de la capella de Sant Bernat.
| «                      | ¿Sabéu qué és, dins de la Historia del Art cristià, el Temple de la Sagrada Família? ¡Es la última manifestació dels problemas del goticisme a les seves acaballes, barrejats ab tot l'esplendor del nou estat de cosas que la forsa del esperit del senyor Gaudí ha creat! El goticisme encara té en ell molta forsa, ¡sembla gótich! ¡les formas encara son góticas!... | » |
| — Joan Rubió i Bellver | |   |

## Els primers anys 1900 – 1914

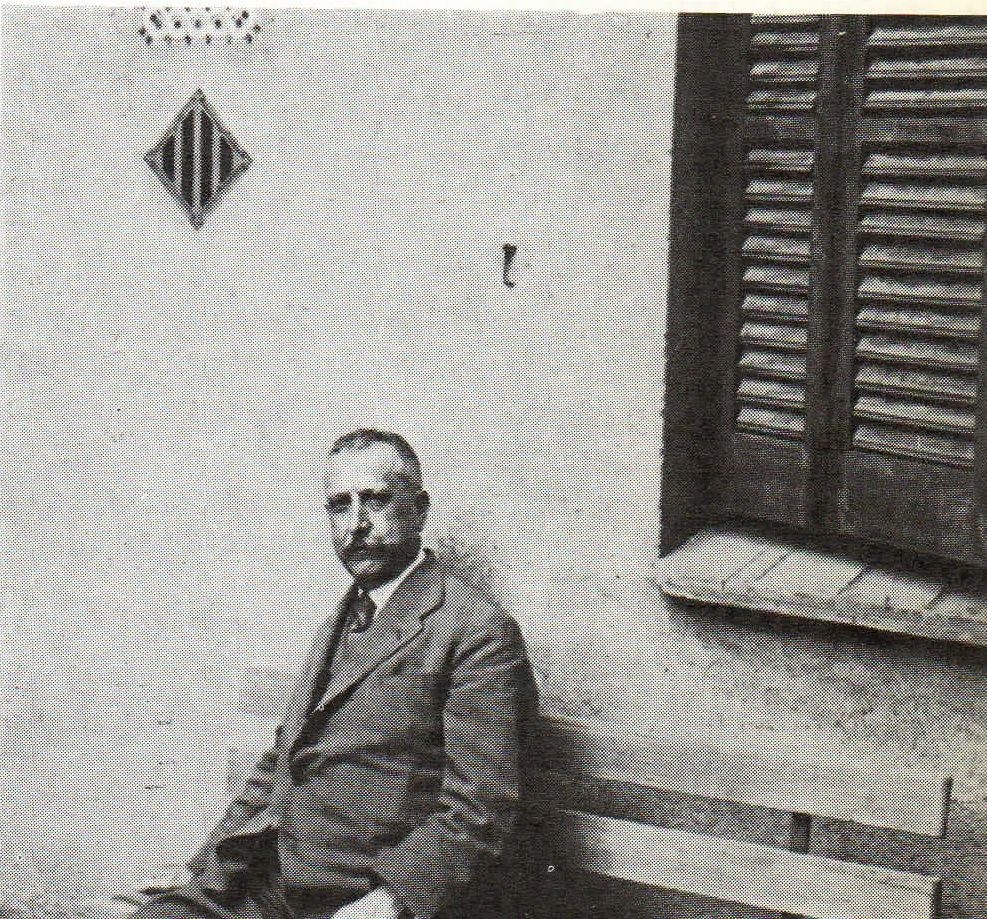
Joan Rubió Bellver

Durant aquests anys arriba a la plenitud de la seva producció i ràpidament el seu prestigi professional augmenta. El 1900, projecta un dels primers edificis de certa ressonància, la Casa Golferichs a l'Eixample de Barcelona i obtindrà el primer premi de l'Ajuntament de Barcelona pel millor edifici acabat durant el 1901.
En aquests catorze anys farà més de quaranta edificis. També publicarà els textos més importants de la seva producció teòrica, on definirà la seva concepció de l'arquitectura, sintetitzant la seva pròpia experiència i el seu treball d'investigació. És el moment de la seva acció política més activa per la participació en el moviment d'ascens de la Lliga Regionalista i per la seva incorporació a l'equip de Prat de la Riba a la Mancomunitat. L'augment de prestigi personal i professional el van portar a figurar en la candidatura regionalista per a les eleccions municipals de consellers de l'Ajuntament de Barcelona el 1905. Igual que Gaudí, va pertànyer al Cercle Artístic de Sant Lluc i cap al 1910 va arribar a ser president del Cercle fins al 1914.
En aquests anys, la producció arquitectònica de Rubió es va dur a terme principalment entre Barcelona, Ripoll i Mallorca, encara que també va fer alguna obra a Saragossa, Gijón i Loiola. A Barcelona i als voltants, va fer diferents obres residencials que seran cases amb jardí. A Palma se li atribueixen la reforma de la casa Corbella, les dues cases bessones de la família Casasayas. També, va intervenir a l'Església Nova de Son Servera, a l'església del monestir de la Santa Família a Manacor, a la façana de la parròquia i del Banc de Sóller. Just a Sóller realitza la casa Can Prunera encara que està en dubte si és obra seva o obra d'Antoni Gaudí

### Etapa 1914 - 1936

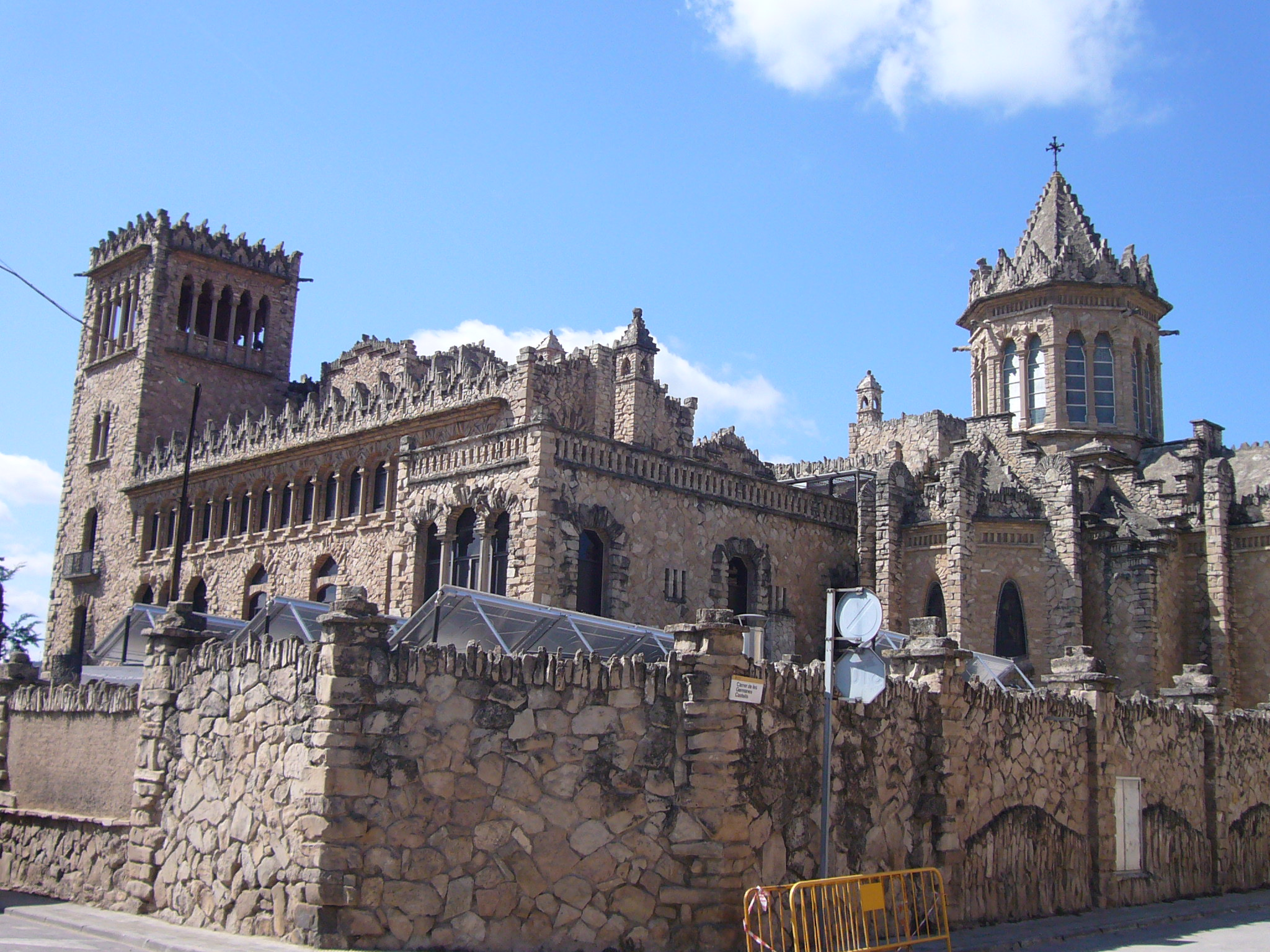
Asil del Sant Crist d'Igualada

A partir d'aquest moment l'arquitectura tindrà un significat diferent marcat pel retorn a l'academicisme. Ara Rubió és l'arquitecte de la Diputació Provincial de Barcelona i per això bona part de les obres d'aquest període seran encàrrecs oficials. Si en el període de 1900 – 1914 predominen les torres suburbanes ara abundaran obres de caràcter públic.
Farà algunes restauracions monumentals, com la intervenció en les obres del Palau de la Generalitat de Catalunya, en el monestir de Vallbona de les Monges, restauració de la catedral de Menorca i una proposta de recuperació monumental del centre històric de la ciutat de Barcelona.
Per acabar, en els seus últims anys, farà un important treball de reflexió teòrica, des de qüestions constructives de recuperació de les tècniques rurals fins a publicacions sobre càlculs funiculars o d'estabilitat i reflexions sobre el temple cristià. Les seves últimes obres destacables van ser un asil d'avis a Igualada i l'Església del Carme de Manresa, obra que culminà el 1952, any en què va morir a Barcelona.

## El Rubió polític
A més de ser arquitecte de professió, Joan Rubió i Bellver va ser polític per vocació i era també un gran orador. En un primer moment, es va interessar per militar a la Lliga Regionalista i tot sembla indicar que va col·laborar constantment amb Prat de la Riba — de qui era amic personal— a la Diputació de Barcelona i a la Mancomunitat de Catalunya.
El 1906 va entrar a la Diputació Provincial de Barcelona, a la secció de Serveis Tècnics, com a arquitecte, lloc que va ocupar fins que es va jubilar el 1943. Després de les eleccions de 1905 va passar a ocupar un càrrec com a regidor de l'Ajuntament de Barcelona. També l'havien nomenat president del Cercle Artístic de Sant Lluc. Va exercir el càrrec durant dos anys i el 1912 el van reelegir per dos anys més fins al 1914

## Obres
| Any       | Nom                                                                  | Ubicació                                             | Descripció | Estat                                             | Foto                                                             |  |
| --------- | -------------------------------------------------------------------- | ---------------------------------------------------- | --- | ------------------------------------------------- | ---------------------------------------------------------------- |  |
| 1899–1900 | Casa dels Matons o Casa Canals                                       | Barcelona, Carrer Dolors Montserdà                   | Probablement, es tracta del primer edifici que va construir. Primer es coneixia com a Casa Canals | Desapareguda                                      | Casa Josep Oriol Canals o Casa dels Matons                       |  |
| 1900–1901 | Casa Golferichs                                                      | Gran Via de les Corts Catalanes, 491 (Barcelona)     | Encàrrec de Macari Golferichs. Premi de l'Ajuntament de Barcelona | Correcte                                          | Casa Golferichs                                                  |  |
| 1900–1901 | Casa Alemany                                                         | General Vives, 29 (Barcelona)                        | Al Tibidabo, conegut amb un origen com «El Castell» | Correcte                                          | RiB-casaAlemany-grl.vives 29-08019.2280-6560                     |  |
| 1900–1914 | Ca l'Espinal, Colònia Güell                                          | Santa Coloma de Cervelló                             | Habitatge destacat per als alts càrrecs de la Colònia | Correcte                                          | Ca l'Espinal (Rubió)                                             |  |
| 1900–1916 | Reforma de la Catedral de Mallorca                                   | Palma                                                | Col·laborà amb Antoni Gaudí | Correcte                                          | Catedral de Palma de Mallorca                                    |  |
| 1901–1902 | Casa Sánchez                                                         | Escoles Pies (Barcelona)                             | Actualment molt reformada | Correcte                                          | Torre Lluís Sànchez                                              |  |
| 1901–1902 | Casa Joan Valls                                                      | Barcelona                                            | Actualment molt reformada | Correcte                                          |                                                                  |  |
| 1903      | Casa Salvador Llobet                                                 | Carretera de la Sagrera al barri d'Horta (Barcelona) | | Desapareguda                                      |                                                                  |  |
| 1903      | Fàbrica Hereus de Josep Llimona                                      | Santa Madrona, 7-13 Barcelona                        | | Desapareguda                                      |                                                                  |  |
| 1903–1913 | Casa Roviralta: El Frare Blanc                                       | Barcelona, Avinguda del Tibidabo 31                  | Premi de l'Ajuntament de Barcelona 1914. Construït damunt una masia antiga. Un cop finalitzat va servir de residència a la família Roviralta | Correcte                                          | Frare Blanc                                                      |  |
| 1903–1909 | Safareig del Sanatori Antituberculós del Tibidabo                    | c.Júpiter,7. Les Planes. Barcelona                   | Popularment coneguda com «Los Lavaderos» o «El castillo de Las Planas». | En decadència. Rehabilitació pendent.             | 06 Sanatori antituberculós del Tibidabo                          |  |
| 1904      | Casa Fornells                                                        | Avinguda del Tibidabo, 35 (Barcelona)                | Popularment coneguda com «La Mona de Pasqua» pel material emprat. | Correcte                                          | Casa Fornells                                                    |  |
| 1904–1905 | Cases Génova i Parellada                                             | Girona cantonada Rosselló (Barcelona)                | | Correcte                                          |                                                                  |  |
| 1904–1906 | Casa Pomar                                                           | Girona, 86 (Barcelona)                               | Finca estreta amb façana allargada. | Correcte                                          | Casa Pomar                                                       |  |
| 1904–1912 | Façana Església Parroquial de Sóller                                 | Sóller (Mallorca)                                    | Obra de l'estada de Rubió i Bellver a les Illes Balears | Correcte                                          | Iglesia de San Bartolomé. Sóller. Fachada                        |  |
| 1905      | Reforma Santes Creus                                                 | Tarragona                                            | Reforma interior i xemeneia | Correcte                                          | de Santes Creus 01                                               |  |
| 1905–1906 | Casa Clarasó                                                         | Enric Granados, 2 (Barcelona)                        | | Molt reformada                                    | Torre de Sant Francesc o Casa Clarasó                            |  |
| 1906      | Primer Misteri de Glòria del Rosari Monumental de Montserrat         | Montserrat                                           | Col·laboració amb Gaudí. Ofrena de la Lliga Espiritual de la Mare de Déu de Montserrat | Correcte. Restaurat al 1947 per Francesc Folguera | Gaudí-Rosario Monumental de Montserrat                           |  |
| 1906–1907 | Cotonera Canals                                                      | Pacífic (Barcelona)                                  | | Desapareguda                                      |                                                                  |  |
| 1906–1907 | Casa Manuel Dolcet                                                   | Av. Vallvidrera, 44 bis (Barcelona)                  | | Correcte                                          | 31 Casa Manuel Dolcet                                            |  |
| 1906–1908 | Monestir de la Santa Família                                         | Manacor (Mallorca)                                   | Obra de l'estada de Rubió i Bellver a les Illes Balears |                                                   |                                                                  |  |
| 1906–1910 | Reforma de la casa Corbella                                          | Plaça de Cort, 6 (Palma)                             | Obra de l'estada de Rubió i Bellver a les Illes Balears | Correcte                                          | Can Corbella - Palma                                             |  |
| 1907–?    | Casa Casacuberta                                                     | Av. Tibidabo, 56 (Barcelona)                         | Casa d'Hermenegild Casacuberta, construcció característica de l'arquitecte | Correcte                                          | Casa Casacuberta (I)                                             |  |
| 1908–1910 | Casa Rialp                                                           | Dominics, 14 (Barcelona)                             | L'interior de la casa ha estat renovat diverses vegades però es conserven les pintures originals de Joaquim Torres Garcia | Correcte                                          | Casa Rialp                                                       |  |
| 1908–?    | Farmacia Puig                                                        | Azoque (Saragossa)                                   | | Destruïda per a poder obrir un carrer             |                                                                  |  |
| 1909–1910 | Casa Ripol-Noble                                                     | Passeig de la Bonanova, 57 (Barcelona)               | | Desapareguda                                      | Casa Andreu Ripol Marrugat                                       |  |
| 1909–1913 | Rosari Monumental del Sanatori de Lluc                               | Mallorca                                             | Lloc de peregrinació de centenars de persones situat al camí que porta al Santuari de Lluc. Ajuda de Guillem Reynés | Correcte                                          |                                                                  |  |
| 1910      | Reforma del Mas d'en Perdiu                                          | Botarell (Baix Camp)                                 | Reforma modernista. | Correcte                                          |                                                                  |  |
| 1910–1911 | Can Casasayas                                                        | Palma                                                | | Correcte                                          |                                                                  |  |
| 1910–1912 | Banc de Sóller                                                       | Sóller (Mallorca)                                    | Reformat posteriorment | Correcte                                          | Mallorca - Banco de Soller building                              |  |
| 1910–?    | Església Nova de Son Servera                                         | Mallorca                                             | Obres es paren al 1929 per problemes econòmics | Inacabada                                         | Son Servera Església Nova 01                                     |  |
| 1911–1912 | Xalet Serra                                                          | Carretera de Reus a Castellvell del Camp (Reus)      | Sr. Serra amic i familiar de Rubió i Bellver. Pintures del reusenc Tomàs Bergadà | Correcte                                          | 067 Xalet Serra, de Joan Rubió i Bellver                         |  |
| 1911–1912 | Laboratoris Serra                                                    | Carretera de Reus a Alcover (Reus)                   | Laboratoris de Antoni Serra i Pàmies |                                                   |                                                                  |  |
| 1912      | Baldaquí del Monestir de Ripoll                                      | Ripoll                                               | | Destruït durant la Guerra Civil espanyola         |                                                                  |  |
| 1912      | Església de Sant Miquel de la Roqueta                                | Ripoll                                               | Petita capella de peregrinació | Correcte                                          | Sant miquel de la roqueta                                        |  |
| 1912–1913 | Casa Miquel Benimelis                                                | Plaça del Ferrocarril (Palma)                        | | Correcte                                          |                                                                  |  |
| 1912–1914 | Casa Bonada                                                          | Ripoll                                               | Encàrrec del doctor Bonada | Correcte                                          | Casa Bonada                                                      |  |
| 1913–1921 | Església del Sagrat Cor                                              | Gijón                                                | Coronada per imatge del Sagrat Cor de Serafín Basterra | Correcte                                          | Gijon - Basilica del Sagrado Corazon de Jesus 01                 |  |
| 1915–1918 | Casa Roig: Torre dels Pardals                                        | Av. Verge de Montserrat (Barcelona)                  | Premi de l'Ajuntament de Barcelona | Desapareguda                                      | Casa Roig, Torre Pardals                                         |  |
| 1916–1918 | Església, poble i celler Raimat                                      | Lleida                                               | Se li va encarregar la construcció dels cellers, les cases dels colons i l'església. | Correcte                                          | Església de Raïmat                                               |  |
| 1916–1934 | Palau de la Balmesiana                                               | Duran i Bas Barcelona                                | | Correcte                                          | Foment Pietat, Biblioteca Balmes Barcelona                       |  |
| 1917      | Hospital de Campdevànol                                              | Carretera de Gombrén, 20 (Campdevànol)               | | Correcte                                          | Hospital Campdevànol                                             |  |
| 1919–1922 | Casa Fontana                                                         | Rupit                                                | |                                                   |                                                                  |  |
| 1922      | Restauració Monestir de Vallbona de les Monges                       | Vallbona de les Monges                               | Intervé en la restauració del cimbori | Correcte                                          | Monestir de Santa Maria de Vallbona (Vallbona de les Monges) - 9 |  |
| 1923–1925 | Can Trinxet – Casa Fi Vallès                                         | Sant Feliu de Codines                                | Casal modernista que ocupa l'indret de l'antic Mas Bosc o Can Bosc dels Rufets. El 1920 va ser adquirit per Francesc Trinxet, que el va fer reedificar per Rubió i Bellver. Actualment hi ha el restaurant La Baronia, propietat dels descendents de Francesc Trinxet. El mateix any es va erigir al costat del casal una granja avícola anomenada Fi-Vallès, què fa anys que resta abandonada. | Correcte                                          | StFeliuCodines, Can Trinxet                                      |  |
| 1923–1928 | Pont neogòtic del carrer del Bisbe                                   | Barcelona                                            | Per unir el Palau de la Generalitat amb la Casa dels Canonges, residència oficial del President. | Correcte                                          | Barcelona - Carrer del Bisbe                                     |  |
| 1924      | Caves Raventós                                                       | Raimat                                               | | Correcte                                          |                                                                  |  |
| 1924–1926 | Casa Quadrada o Casa Serra                                           | Reus                                                 | Mateixa família que el Xalet Serra | Correcte                                          | Reus casa Serra                                                  |  |
| 1925      | Reforma de la Casa Figueras (Torre Bellesguard), obra d'Antoni Gaudí | Barcelona                                            | Realitzà el viaducte | Correcte                                          | Bellesguard                                                      |  |
| 1925      | Projecte Manicomi de Salt                                            | Salt                                                 | |                                                   |                                                                  |  |
| 1927–1931 | Obres i residència d'estudiants de l'Escola Industrial               | Barcelona                                            | Realitza la residència d'estudiants i una ampliació de la façana | Correcte                                          | Conjunt del recinte de l'Escola Industrial (Barcelona) - 2       |  |
| 1927–1929 | Parc Natural i Estació Sanitària del Montseny.                       | Montseny                                             | |                                                   |                                                                  |  |
| 1929      | Projecte Casa de la Caritat a Horta                                  | Barcelona                                            | |                                                   |                                                                  |  |
| 1931–1942 | Asil del Sant Crist                                                  | Igualada                                             | Donació de tres germanes que volien un lloc de residència per gent gran. | Correcte                                          | Asil del Sant Crist                                              |  |
| 1939–1941 | Restauració Catedral de Menorca                                      | Menorca                                              | | Correcte                                          | Ciutadella cathedral inside                                      |  |
| 1939-1941 | Restauració de l'església de Sant Mateu de l'Ametlla de Merola       | L'Ametlla de Merola (Berguedà)                       | Després de la Guerra Civil, els amos de la Colònia van encomenar-li la reconstrucció de l'Altar Major de l'església de l'Ametlla de Merola. | Correcte                                          | Sant Mateu de l'Ametlla de Merola                                |  |
| 1940–1952 | Església del Carme de Manresa                                        | Manresa                                              | Durant la Guerra Civil va ser derruïda i per això Rubió i Bellver la torna a alçar. No es va acabar per problemes econòmics | Innacabat                                         |                                                                  |  |

## Textos publicats
Va escriure sobre alguns edificis en què va intervenir i sobre d'altres relacionats amb la seva professió com a arquitecte.
| «                      | El programa d'estudis de l'escola és fet a base d'un sistema analític. Potser aquí i a tot arreu l'ensenyança ha de basar-se principalment en l'anàlisi de totes les circumstàncies del fet que es pretén ensenyar, i llavors és clar que el sistema analític s'imposa includiblement. Però és el cas que l'ensenyança de l'arquitectura, per lo mateix que es tracte de l'ensenyança d'una bella art, ha de tenir un altre aspecte i aqueix és él de l'estudi i consideració de la importància relativa que en l'obra arquitectònica tenen totes i cada una de les qualitats que concórren o l'existència del fet artístic. | » |
| — Joan Rubió i Bellver | |   |

- 1904 «El coronament de la Llotja», al Diario de Mallorca, 27 de juny de 1904.
- 1905 «Lo coronament de la Llotja», a La Ilustració Catalana, año III pp.400-409.
- 1905 «En Joan Maragall té rahó» a La Veu de Catalunya, 14 de novembre de 1905.
- 1906 «Lo Círcol artístic de Sant Lluc al Cabildo de la Seu de Barcelona als Barcelonins i al públic de tot lo Bisbat», Sense signatura ni data (publicat cap al 1906).
- 1906 «La Seu de Mallorca» a La Veu de Catalunya, 12 de gener de 1906.
- 1906 «Lo temple de la Sagrada Família». Idea del que serà el temple acabat. Dibuix de l'arquitecte D.Joan Rubió en vista dels croquis i projectes de l'arquitecte de la Sagrada Família D.Antoni Gaudí, La Ilustració Catalana, any IV nº146, Barcelona, 18 de març de 1906.
- 1907 «El torrent de Parreys», a La Veu de Catalunya: I, 5 de setembre de 1907; II 14 de setembre de 1907; III, 24 de setembre de 1907.
- 1912 «Conferencia acerca de los conceptos orgánicos, mecánicos y constructivos de la Catedral de Mallorca» a Anuari de l'Associació d'Arquitectes de Catalunya, 1912, pp.87-140.
- 1912 «Los pilares del Pilar» a El Noticiero, Saragossa: I 8 de febrer de 1912; II 10 de febrer de 1912; III 14 de febrer de 1912; IV 16 de febrer de 1912.
- 1912 «El baldaquí de Ripoll» a La Veu de Catalunya, 2 de maig de 1912.
- 1912 «Carta oberta al Sr. Just Cassador» a La Veu de Catalunya, 16 de maig de 1912.
- 1912 «Continuació» a La Gazeta Montanyesa, Vic, 23 de maig de 1912.
- 1912 «Cop a la liquidació» a La Veu de Catalunya, 30 de maig de 1912.
- 1912 «Més ciència i menys contorsions» a La Gazeta Montanyesa, Vic, 30 de maig de 1912.
- 1913 «Dificultats per arribar a la síntesis arquitectònica» a L'Anuari de l'Associació d'Arquitectes de Catalunya, 1913, pp.63-79.
- 1914 «Construccions de pedra en sec» a L'Anuari de l'Associació d'Arquitectes de Catalunya, 1914, pp.33-105.
- 1915 «Obra Santa» a El Correo Catalán, 26 de gener de 1915.
- 1915 «Pro - Sagrada Família Reacció», a la revista L'Àpat, Sant Sadurní d'Anoia, 31 de juliol de 1915.
- 1916 «El Saló d'Arquitectura. L'ensenyança a l'Escola de Barcelona». Signat amb el pseudònim "Un africionat" a La Veu de Catalunya, I 5 de juny de 1916; II 19 de juny de 1916; III 1 de juliol de 1916 (Pàgina artística).
- 1921 «Entre el ideal y la técnica», Revista Ibérica I, II i III.
- 1923 «La forma en un templo cristiano» a Páginas Escolares, Gijón, pp.12-14.
- 1927 «Visions del Taber Mons Barcinonensis» Barcelona, pp.66.
- 1932 «Rectes i plans» a El Matí, 31 de juliol de 1932.
- 1943 «Records d'una nit gloriosa» a la Revista Juventus, nº43, any IV, juliol 1943 pp.271-274.